# Herrerisme

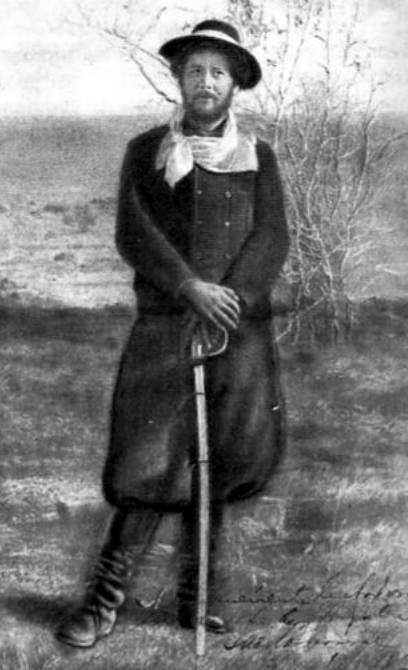
Luis Alberto de Herrera, fundador de l'herrerisme, durant la Revolució de 1897.

L'herrerisme (castellà: herrerismo) és un moviment del Partit Nacional de l'Uruguai (o Partit blanco), el qual es presenta històricament a Montevideo sota la llista electoral 71. El seu nom ve de Luis Alberto de Herrera, qui va tenir un paper important a l'escena política del país durant algunes dècades, oposant-se al batllisme del Partit Colorado, moviment reformista i liberal liderat per Luis Batlle Berres.
Després de les eleccions de 1958, guanyades per primera vegada pel Partit Nacional al segle xx, l'herrerisme va ser el sector dominant del llavors Consell Nacional de Govern. Tradicional i autoritari cap a la primera meitat del segle xx, l'herrerisme va resorgir durant els anys 1980-90, amb tendències més properes al neoliberalisme.
El net d'Herrera i expresident de l'Uruguai Luis Alberto Lacalle (1990-1995) també forma part d'aquest sector i va ser elegit senador per l'herrerisme.